# Entierro prematuro

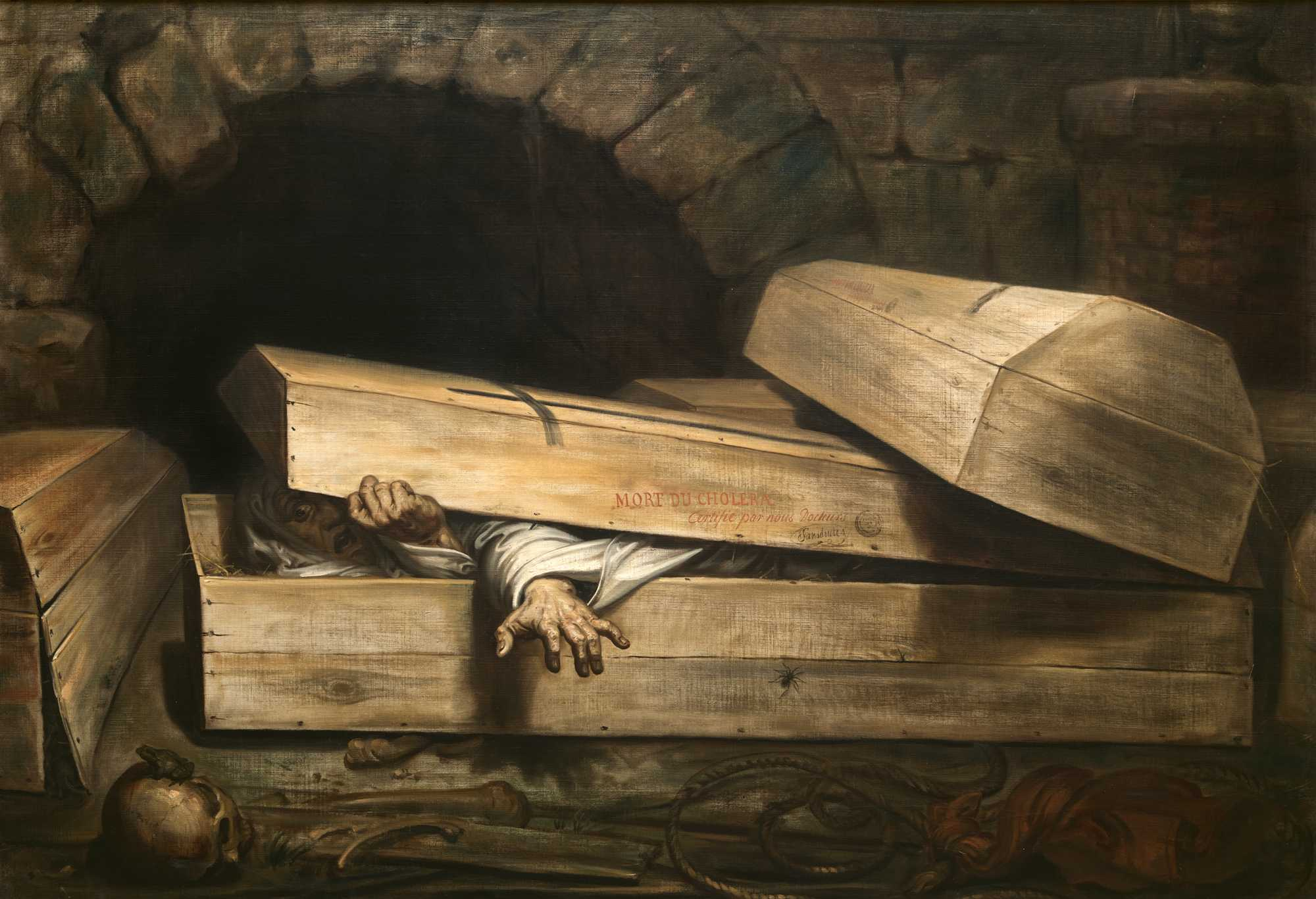
Antoine Wiertz L'Inhumation précipitée (Entierro prematuro), 1854.

Los animales y los humanos pueden ser enterrados vivos intencionadamente (como una forma de tortura, asesinato o ejecución), voluntariamente (como un truco, con la intención de escapar), accidentalmente (por ejemplo, bajo escombros debido a un desastre o al derrumbamiento de un edificio o una cueva), o de manera no intencional (en la creencia equivocada de que la persona viva está muerta).

## Física y biología
Si el enterramiento no se invierte dentro de un corto periodo, lleva rápidamente a la muerte, normalmente a través de uno o más de los siguientes fenómenos: asfixia, deshidratación, inanición o, en climas fríos, congelación. Aunque la supervivencia humana puede extenderse brevemente en algunos ambientes conforme el metabolismo del cuerpo se ralentiza, en la ausencia de aire, la pérdida de la conciencia tendrá lugar dentro de los 2 a 4 minutos y la muerte por asfixia en 5-15 minutos. Un daño cerebral permanente se produce por la privación de oxígeno después de algunos minutos, incluso si la persona es rescatada antes de morir. Si tiene acceso a aire fresco de alguna manera, la supervivencia es más probable en cuestión de días, si no hay ninguna lesión seria.
Una persona atrapada con aire para respirar puede por lo tanto durar un considerable período, y el entierro ha sido usado como un modo muy cruel de ejecución, durando lo suficiente para que la víctima comprenda e imagine cada etapa de lo que le está ocurriendo (estando atrapada en total oscuridad con escasa o ninguna capacidad de movimiento) y para experimentar gran tormento físico y psicológico incluyendo pánico y una claustrofobia extrema.

## Involuntario
Al menos se ha documentado un caso de enterramiento accidental en el siglo XIII. Hay resurrecciones provocadas por féretros caídos, ladrones de tumbas, embalsamadores o disecciones frustradas. Temiendo un enterramiento vivo, George Washington, en su lecho de muerte, hizo que sus sirvientes prometieran no enterrarle hasta tres días después de su muerte.[cita requerida]
En los años noventa se documentaron casos de pacientes accidentalmente empaquetados, atrapados en una caja de acero o enviados al depósito de cadáveres.
El escritor español Luis Zapata de Chaves (1526-1595), por su parte, recoge en su obra miscelánea "Varia historia", compilada alrededor de 1591-1594, diversos casos de enterramientos prematuros, llevados a cabo durante las periódicas epidemias de peste que azotaron España durante el siglo XVI. Así, por ejemplo, en el capítulo 185, titulado "De cosas extrañas que con peste acaecieron en Málaga", se puede leer: "También es de harta maravilla otro caso, que en tanta confusión –que medio vivos, por despachar los embarazados ministros, se arrojaban por ahí los recién muertos– echaron en el carnero un vivo, y muchos muertos sobre él y cal viva para que los consumiese presto; y al echar de otros dio voces aquel vivo hombre, quien había tres días que se echaban en el carnero cuerpos muertos; óyenle, respóndenle, sácanle vivo de la misma casa de la muerte con muchas llagas de que le comió la cal viva pechos y piernas y brazos; y, en fin, en tanta mortandad quedó sano y alcanzó después largos días de vida, pasando primero de la vida a la muerte y después de la misma muerte tornando a volver a la vida acá" (en José Gallardo Moya, "La Varia historia de Luis Zapata de Chaves. Estudio y edición crítica", tesis doctoral en preparación).
En 1897, el conde Karnice-Karnicki de Bélgica patentó un sistema de rescate, que mecánicamente detectaba movimiento en el pecho que accionaría una bandera, una lámpara, una campana y aire fresco. En parecido sentido, en Gran Bretaña se desarrollaron varios sistemas para salvar a los enterrados vivos, incluyendo paneles de cristal rompibles en la tapa del féretro y sistemas de poleas que alzarían banderas en la superficie (sin aportación de aire, como en el modelo italiano, esto naturalmente sería inútil sin guardias que vigilaran sobre la tumba). En 1995, un fabricante italiano de féretros introdujo un modelo con un sistema de intercomunicación y un mensáfono. Estos son ejemplos de ataúdes de seguridad.

## Como forma de ejecución

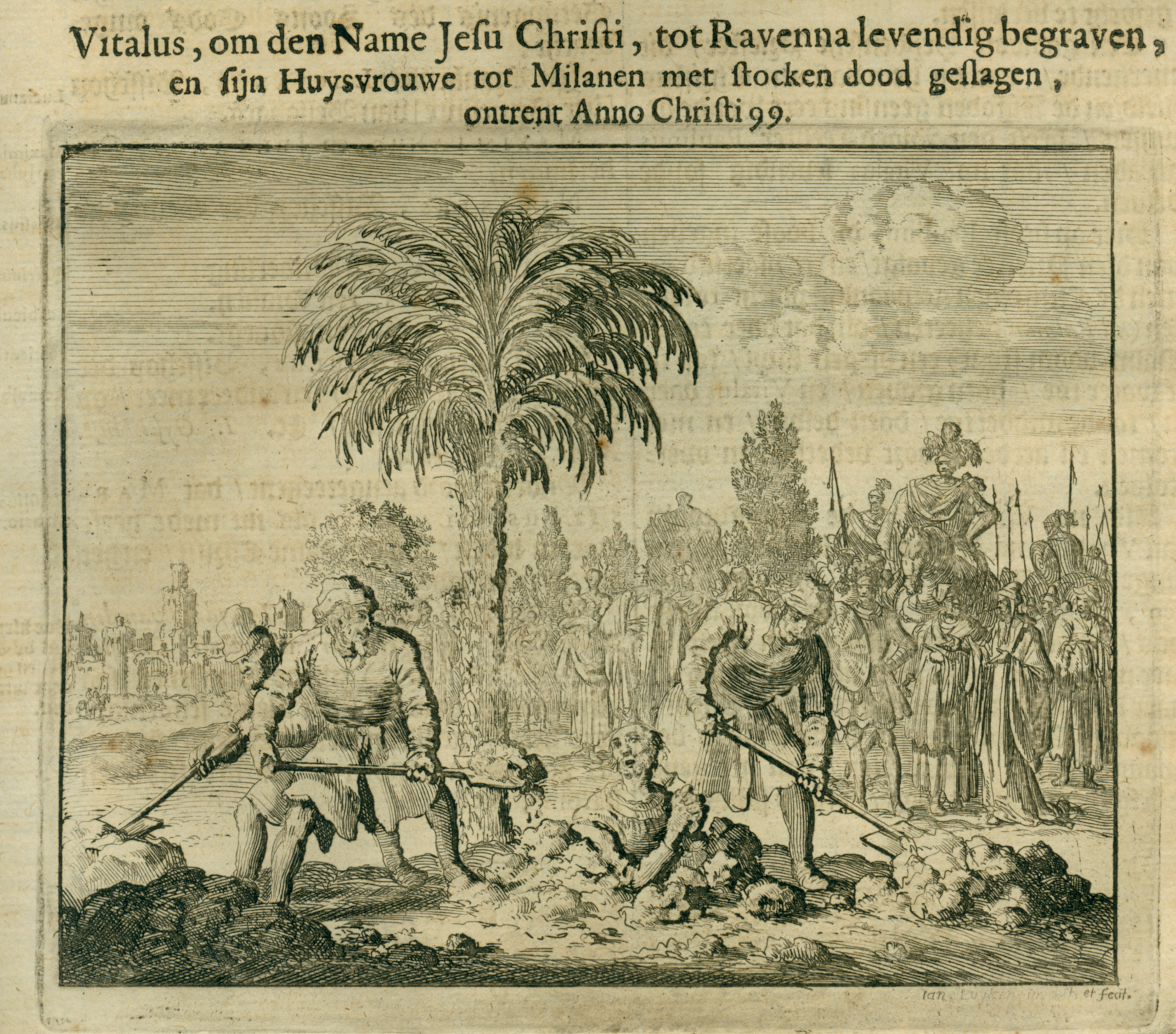
Vital de Milán enterrado vivo.

En la antigua Roma, una virgen vestal condenada por violar sus votos de celibato era «enterrada viva» metiéndola en una cueva sellada con una pequeña cantidad de pan y agua, ostensiblemente de manera que la diosa Vesta pudiera salvarla en caso de que fuera verdaderamente inocente.
Según la tradición cristiana, una serie de santos fueron martirizados de esta forma, incluyendo a san Castulo y Vital de Milán.
En la Italia medieval, los asesinos impenitentes eran enterrados vivos. Esta práctica aparece mencionada en el canto XIX del Infierno de Dante.
En el siglo XVII y principios del XVIII en la Rusia feudal, el mismo modo de ejecución era conocido como «el pozo» y se usaba para castigar a las mujeres que hubiesen asesinado a sus esposos  Archivado el 9 de enero de 2006 en Wayback Machine.. El último caso conocido data de 1740.
En la época preislámica, algunos árabes solían enterrar vivas a sus hijas recién nacidas, pues las consideraban fuente de vergüenza y pobreza. El Corán prohibió con rigor esta acción.

## Entierro voluntario
En raras ocasiones, algunas personas realmente lo organizan para ser enterradas vivas, supuestamente como una demostración de su controvertida habilidad para sobrevivir a tal evento. En una historia que ocurrió alrededor de 1840, Sadhu Haridas, un faquir indio, se dice que se enterró en la presencia de un oficial del ejército británico y bajo la supervisión del maharajá local, siendo colocado en una bolsa sellada en una caja de madera dentro de una cámara acorazada que luego se enterró, aplanándose la tierra en el lugar, y sembrándose cosechas en el lugar durante mucho tiempo. Todo el lugar fue guardado día y noche para impedir el fraude, y fue excavado dos veces en un periodo de diez meses para verificar el entierro, antes de sacar al faquir y revivirlo lentamente en presencia de otro oficial.
El faquir dijo que su único temor durante este «sueño maravilloso» era ser comido por gusanos subterráneos. Este evento es muy sospechoso, pues según la ciencia médica actual, no es posible que un ser humano sobreviva diez meses sin comida, agua ni aire.
Los demás que lo han intentado han muerto, así que ser enterrado vivo voluntariamente es ilegal en la India.
En 2003, el artista David Blaine fue enterrado dentro de un tanque de agua, lo que permitía verlo por encima de la tierra, durante siete días.
Más tarde Blaine pasó por un aislamiento de 44 días, colgando en el aire en una caja de plexiglás enfrente de una audiencia callejera al azar y sin comida.News.BBC.co.uk
Being Buried Alive (2005, 2007): una performance representada varias veces por el grupo artístico monochrom. Gente en Los Ángeles, San Francisco, Vancouver y Toronto tuvieron la oportunidad de ser enterrados vivos en un auténtico féretro durante 15 minutos. Como parte del programa miembros de monochrom llevaron a cabo conferencias sobre la historia de la ciencia de determinar la muerte y la historia cultural médica del «enterramiento vivo».